# 亞薩神族

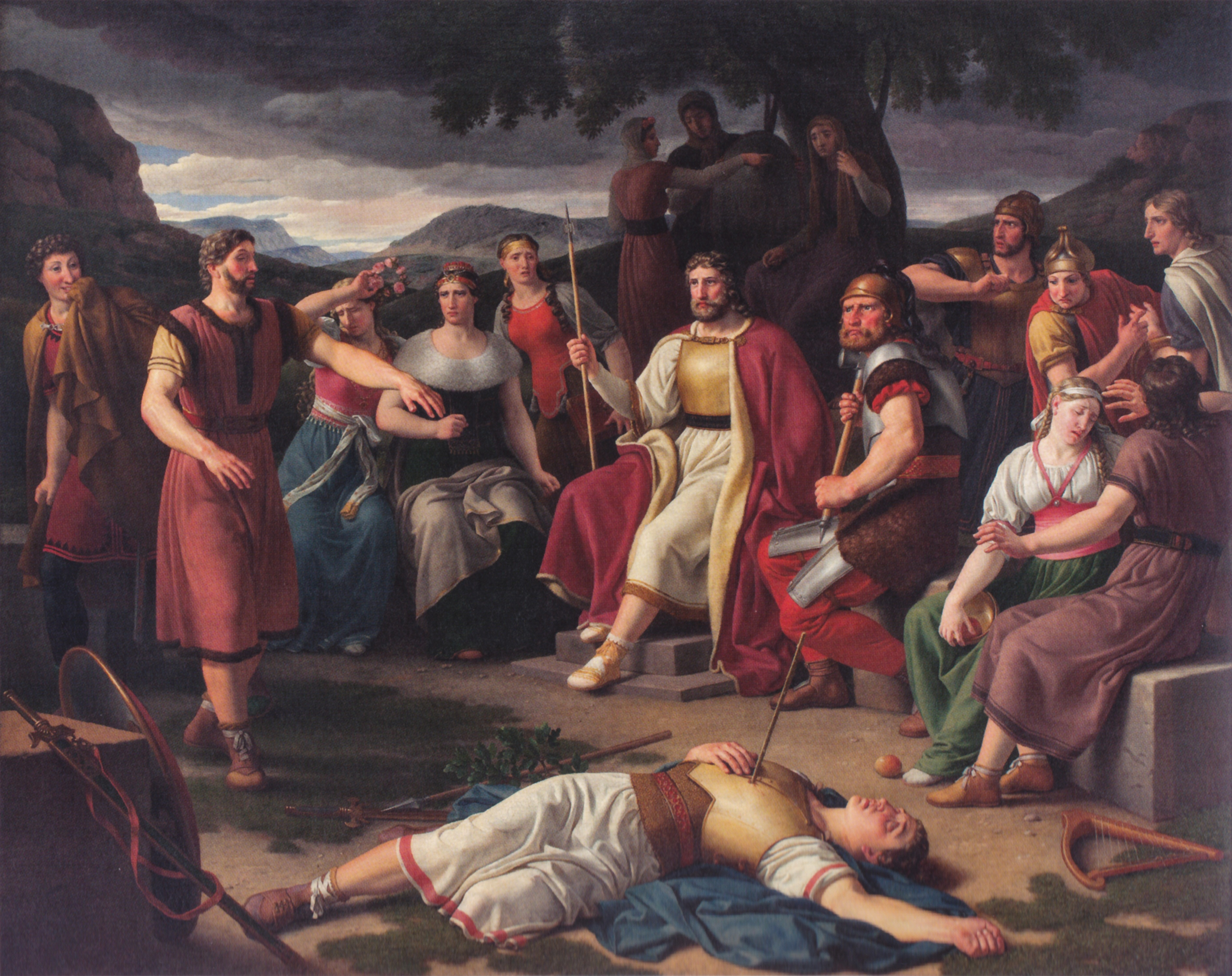
亞薩神族圍繞在巴德爾的屍體旁邊。由 Christoffer Wilhelm Eckersberg 於 1817 年繪製。

亞薩神族（古北歐語：Æsir [ˈɛ̃ːsez̠]）是日耳曼多神教中主要的神族，成員包含奥丁、弗丽嘉、霍德爾、巴德爾，和索爾。北歐神話中共有兩神族，另一個為人數較少的华纳神族。兩神族長年征戰，最後以人質交換作為條件停戰，結為同盟。

## 語源學

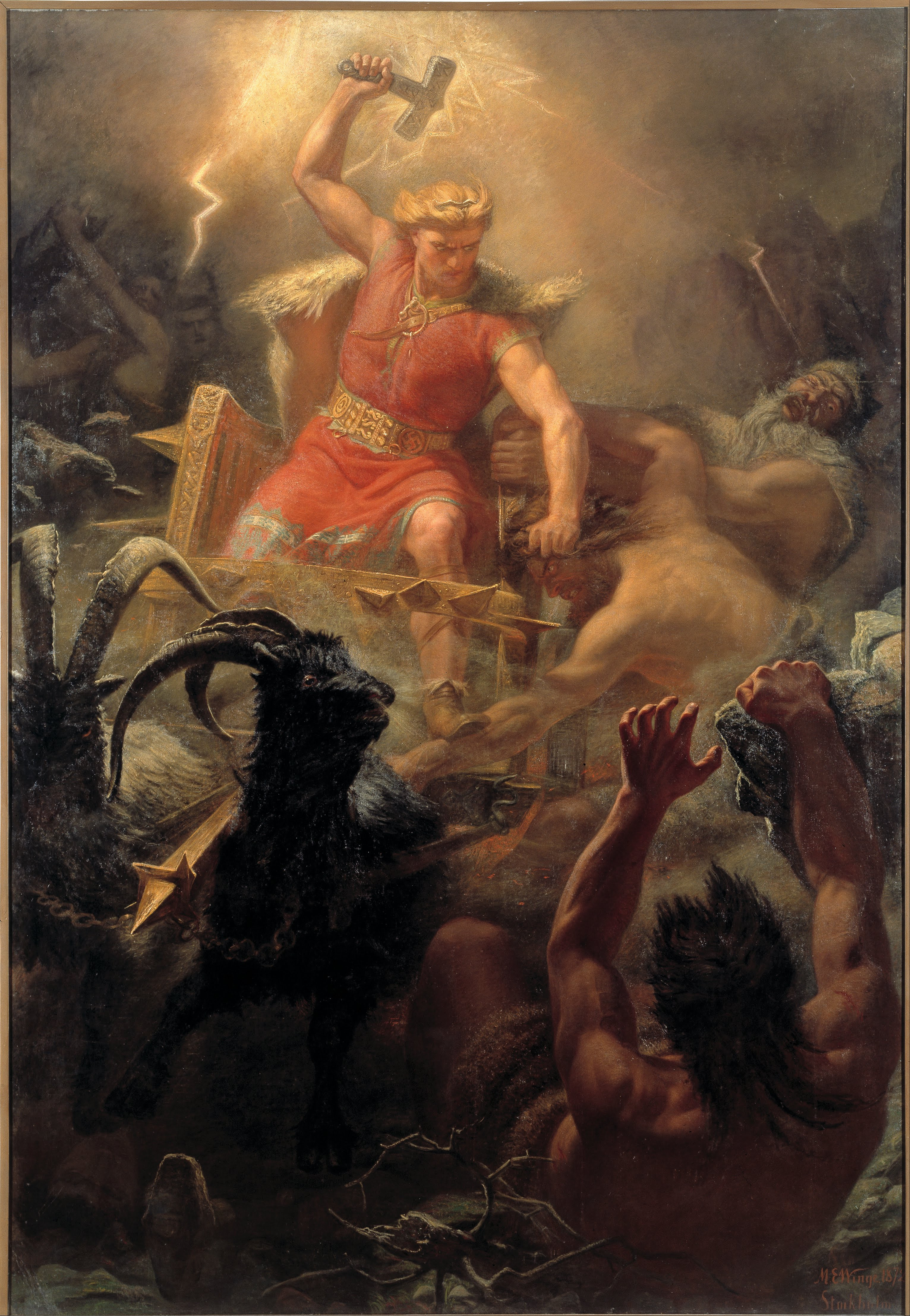
瑞典語中的雷聲 åska ，意思為「神的坐駕」，古人認為閃電和打雷是由索爾引起的。

Æsir 是 áss, ǫ́ss 的複數形，意思為「神」，該詞的屬格為  例如  （亞薩神族的索爾），其他的變位如：
ás-brú 「眾神之橋」（彩虹橋）
 「眾神的花園」（阿斯嘉特）
 「眾神的血親」
 「眾神的領導者」
 「眾神的意志」（常作為索爾的代稱）
 「神祇的怒火」
 「國家的神」（patrium numen，索爾的代稱）
 「全能之神」（索爾的代稱）
17世紀時的 åsekia 指稱亞薩神族（p.  1202），其陰性形為 (複數形 )

## 神話中的亞薩神族
亞薩神族的烏勒爾鮮少被提及，但是很多地名都以烏勒爾的名字命名，且出土於第三世紀的索爾斯堡圖標 (Thorsberg chape) 也有提及烏勒爾的名字，學者認為烏勒爾在文字尚未出現的史前時代可能名聲遠播，之後才慢慢沒落。
世上最早出現的三位亞薩神族的名字都與精神狀態有關，威利意思為「意志」或「慾望」，菲意思為「神聖」或「努秘（宗教的情感爆發）」，而奧丁則是「瘋狂」或「狂喜」。

### 亞薩神族與華納神族
華納神族中較為著名的有尼約德、其子弗雷，和其女芙蕾雅，三人在亞薩神族華納神族之戰作為人質交換去到阿斯嘉特。華納神族與農業和豐產有關，而亞薩神族與力量和戰爭有關。
在埃達中，Æsir 指稱男性神祇，Asynjur 則指稱女性神祇，例如〈史基尼爾之歌 Skírnismál〉中將弗雷稱作「Æsir 的王子」；《散文埃達》中將尼約德稱作「Æsir 中排名第三者」；芙蕾雅被稱作「排名第二的 Asynjur 」，排名第一的是芙麗嘉。
大部分亞薩神族的起源未知，神話中只提及布利和三個兒子誕生的故事。奧丁和約頓巨人的兒子被視為亞薩神族。海姆達爾與烏勒爾和亞薩神族的關係不明。洛基是約頓巨人（是奧丁的表親或養兄弟），但也屬於亞薩神族。尼約德和兩位子女出身華納神族，但也常被當作亞薩神族。

## 學者的理論與推論
根據亞薩神族與華納神族扮演的角色和特性，學者認為兩神族的互動反映了當時兩氏族（或是兩社會階級）的互動（p.  3–4, 18）（p.  159–162）。
威廉·曼哈特 (Wilhelm Mannhardt) 於1877年提到，華納神族可能比亞薩神族古老，而兩神族之間的戰爭可能基於一場幾乎被遺忘的宗教衝突（p.  xxiii）（p.  288）。瑪利亞·金布塔斯的墳塚假說中提及亞薩神族和華納神族的戰爭，瑪利亞·金布塔斯認為該事件可能代表原來的住民受到一群好戰的外來者入侵。另一理論則認為亞薩神族和華納神族的戰爭反映的是羅馬帝國與薩賓人（p.  161, esp. 37 ff）。
M. Eliade 於1958年提到亞薩神族和華納神族的戰爭可能是源自於印歐神話，純粹是兩群神族的爭鬥並結盟的故事，一群神族代表天空、戰士，和統治者，另一群神族則代表土地、經濟，和豐饒，並不是基於任何的歷史事件而來。

### 亞薩神族列表
在《散文埃達》〈欺騙古魯菲〉的第34、35詩節列出並排名了亞薩神族中男性與女性，但是奧丁並沒有在排名中：
1. (21.) 索爾最強大，索爾也被稱作「亞薩神族的索爾 (Asa-Thor)」或「駕車的索爾 (Oku-Thor)」，索爾比任何神祇任何人類都強大，索爾統治著斯羅德萬。
2. (22.) 奧丁的次子巴德爾。
3. (23.) 尼約德
4. (24.) 尼約德在諾歐通得到了兩個子女，兒子弗雷和女兒芙蕾雅，他們貌美又強大。弗雷可以說是最受歡迎的神，統治雨水、陽光，和地上結出的果實，想要豐收和和平便呼喚弗雷的名字。弗雷也掌管人們的財富。芙蕾雅是最受歡迎的女神。
5. (25.) 提爾膽大無比，從未戰敗，戰士可以呼喚提爾的名字。
6. (26.) 布拉基以智慧、口才，和演說技巧著名。
7. (27.) 海姆達爾被稱作「白神」，偉大且神聖，由九位侍女姊妹誕下。因為牙齒是黃金做的，所以也被稱作 Hallinskide 或 Gullintanne。
8. (28.) 霍德爾是位盲人，但異常地身強體壯，希望永遠沒有人需要呼喚霍德爾的名字，因為無論是眾神或是人類都不想提及他所犯下的罪過。
9. (29.) 維達沉默寡言，有一支非常厚實的鞋子，非常強壯僅次於索爾，維達幫了眾神不少的忙。
10. (30.) 奧丁之子威利，戰鬥時十分勇敢，且百步穿楊。
11. (31.) 希芙之子烏勒爾，索爾的養兄弟。百步穿楊，善於滑雪無人能及。容貌俊美，完美的戰士。戰鬥中的人們可以呼喚烏勒爾的名字。
12. (32.) 巴德爾和南娜之子凡賽堤，他的宮殿名為格利特尼爾，起爭執的人可以尋求凡賽提的協助，凡賽提永遠都能化解紛爭，格利特尼爾是世界上最好的法庭。
13. (33.) 還有一位神祇也在排名之中，有些人稱呼他是「最會在背後捅別人一刀的神」，他是欺騙之術的始作俑者，所有人類和神祇的恥辱，他的名字叫做洛基，洛基的妻子叫做希格恩，其子叫做納菲[9] (Narfe) 。

以上是第34詩節列出的男性神祇，第35詩節則列出了女性神祇：
「甘格列問道：那女神呢？至高者回應道：」
1. 芙麗嘉第一，她的住所叫做芬薩里爾 (Fensaler)。
2. 薩迦第二，她的住所叫做索克瓦貝克。
3. 埃爾第三，是醫藥之神與醫療之神。
4. 葛馮第四，是位處女，帶著貞潔死去的女子會變成她的侍女。
5. 芙拉第五，也是位處女，秀髮飄逸，頭頂繫著金絲帶。芙拉替芙麗嘉拿著箱子，照顧芙麗嘉的鞋子，知道芙麗嘉的秘密。
6. 芙蕾雅第六，地位與芙麗嘉不相上下，丈夫是奧德，女兒是海諾斯 (Hnos) ，海諾斯美麗動人，她的名字被人們用來稱呼世上一切美麗的事物。 奧德離開家門就再也沒有回來，芙蕾雅非常難過，落下了玫瑰金色的眼淚。芙蕾雅在四界各地奔波尋找奧德的蹤影，因此在眾多的國家留下了眾多不同的名字，曼朵爾 (Mardol)、歐恩 (Horn)、葛芬 (Gefn)，和席爾 (Syr) 都是芙蕾雅的名字。芙蕾雅有條叫做布里希的項鍊。芙蕾雅又被稱作凡娜迪絲 (Vanadis)。
7. 修芬第七，熱衷於讓人們相愛，人們用修芬的名字來稱呼愛情 (Sjafne)。
8. 洛芬第八，總是溫柔大方地對待呼喚她的人們，奧丁和芙麗嘉給予洛芬讓人們相愛的權力，無論過程多麼艱辛，於是人們用洛芬稱呼愛情。男人都愛洛芬。
9. 華爾第九，華爾聆聽男人和女人之間的諾言，因此人們又以華爾稱呼諾言。華爾懲罰打破諾言的人。
10. 瓦爾第十，睿智且擅長觀察事物，任何事情都難逃法眼。人們說女人覺察周圍事物便可更加睿智。
11. 席恩第十一，殿堂大門的守護者，將不該進入的人拒之門外。在諸神黃昏時守衛兵器，以防止有人用來進行不義之事。俗諺說道「席恩不同意此事」，用以形容那些違抗命令的人。
12. 赫琳第十二，守護那些芙麗嘉想要保護的人。人們用「赫琳」來稱呼災難來臨前就事先被警告的人。
13. 斯洛特拉第十三，睿智又得體。睿智的人們被稱作「斯洛特拉」
14. 蓋娜第十四，替芙麗嘉在各大世界進行各種差事，蓋娜的坐駕是霍瓦爾普尼爾，能夠在天上在海中奔跑。有次在天上奔跑的時候被華納神族看見。
15. 蘇爾和碧爾也是女神，但我們前面就介紹過她們了[9]。

## 盧恩文字「A」
盧恩文字的「A」（讀音近似安蘇 ansuz ）「ᚫ」，也就是新弗薩克字母中的「ᚬ」，可能得名自亞薩神族。名字中有「ᚬ」的只有冰島的盧恩詩歌中的 Óss，指奧丁，奧丁在詩歌中被拿來和朱比特類比：
| 冰島文                                                                     |  | 中文翻譯                                                                                  |
| -------------------------------------------------------------------------- |  | ----------------------------------------------------------------------------------------- |
| ᚬ Óss er algingautr ok ásgarðs jöfurr, ok valhallar vísi. Jupiter oddviti. |  | "Óss 是位上了年紀的高特人 (Gautr)，是阿斯嘉特的王子，是瓦爾哈拉的領導者，就像主神朱比特。 |
歌德文字的「A」，也就是「𐌰」，讀音近似阿沙 ahsa。因此名字中有該子母的意思可能代表 ansuz ，也就是「亞薩神族的一員」，或是 ahsam 「玉米殼」。

## 安蘇勒卡爾
古北歐語中的人名 Ásleikr 、古英語中的 Óslác ，和高地日耳曼語中的 Ansleh 可能是來自於 *，* 是早期日耳曼異教的一種獻祭儀式。格林兄弟著作的《德語詞典》中將 *laikom 與希臘語的  類比，該詞係指一連串的宗教儀式，包含獻祭、舞蹈，和聖歌。
保羅·赫爾曼於1906年提到 *ansulaikom 是巴達維人在西元69年起義擊敗昆圖斯·佩蒂努斯·塞里亞努斯 (Quintus Petillius Cerialis) 後的勝利之歌，同時，根據塔西佗的記載，倫巴第人在西元579年慶祝勝利時唱的歌，塔西佗記載到這是首「邪惡的歌」，唱的人繞著一顆被斬首的山羊頭跳舞，塔西佗猜測山羊頭可能是給奧丁的祭品。

## 人名
哥德人有 Ansila 和 Ansemund。
盎格魯撒克遜人來自神的名字包含 os 的詞根，例如
Osburh、Oslac、Oswiu、Oswin(e)、Osbert、Oswudu、Osred、Oslaf、Øsa，和 Osgar。
以下的姓氏在伯尼西亞王朝時很熱門：
Osborn、Osgood、Osmund，和 Oswald.
斯堪地那維亞人的名字中常出現 As ：
Asbjørn、Asgeir (Asger, Asker)、Asmund、Astrid、Asdîs、Asgautr、Aslaug、Åse。
古高地日耳曼人有 Anso、Anselm、Ansgar、Anshilt、Anspald，和 Ansnôt。倫巴底人有 Answald 和 Ansprand。
有些英語的名字裡面也有 As 。西元874年，國王亞斯卡提 (Asketil) 和其他三名維京貴族掠奪了麥西亞的首都雷普頓 (Repton)，ketil 意思為鍋釜（英語的 kettle 便是來源於此），亞斯卡提的名字意思是「神的鍋釜」。英語的名字亞斯特 (Astle) 便是源自於亞斯卡提，但亞斯特雷 (Astley) 並非來源於此。亞斯特 (Astle) 的英語亦可拼成 Astel、Astell、Astill、Astyll 或 Astull。

## 亞薩特魯
亞薩特魯 (Ásatrú) 意思為「信仰亞薩神族」，是種日耳曼新異教運動，是基於北歐神話進行重建的宗教，在西元2007年被丹麥、冰島、挪威，和瑞典的政府正式承認。
大部分的信徒不會特別強調對於亞薩神族的崇拜，而是以「Forn sed / sidr / siður」的方式進行，意思為古老傳統。冰島的亞薩特魯宗教組織 Ásatrúarfélagið 認為亞薩特魯是信仰冰島及北歐民俗的北歐異教，信仰的對象不侷限於北歐神話中的神與其他生物，而是包含神靈與靈體。

## 來源
- du Bois, Thomas A. (1999). Nordic Religions in the Viking Age （页面存档备份，存于）. Philadelphia, PA: University of Pennsylvania Press. ISBN 0812217144
- Dumézil, G. (1973). Gods of the Ancient Northmen （页面存档备份，存于）. Editor Einar Haugen; Introduction by C. Scott Littleton & Udo Strutynski. Berkeley, CA: University of California Press. ISBN 0520020448
- Grimm, J. (1882–1883). Deutsche Mythologie [Germanic Mythology] in 4 vols. Trans. James Steven Stallybrass. London, GB: Bell.
- Munch, P.A. (1926). Norse Mythology: Legends of Gods and Heroes. Edition by Magnus Olsen; translated by Sigurd Bernhard Hustvedt. New York: The American-Scandinavian Foundation; London: H. Milford, Oxford University Press.
- Orchard, Andy (2002). Cassell's Dictionary of Norse Myth and Legend. London: Cassell. ISBN 0304363855
- Turville-Petre, Gabriel (1964). Myth and Religion of the North: The Religion of Ancient Scandinavia. New York: Holt, Rinehart and Winston. ISBN 0837174201
- De Vries, J. [1956–1957] (1970). Altgermanische Religionsgeschichte. 2 vols. 2nd ed. Berlin: De Gruyter.

## 外部連結
- Viktor Rydberg's Teutonic Mythology: Gods and Goddesses of the Northland e-book
- W. Wagner's Asgard and the Home of the Gods e-book
- H. A. Guerber Myths of Northern Lands e-book
- Peter Andreas Munch Norse Mythology: Legends of Gods and Heroes e-book
- American Heritage Dictionary, "Indo-European roots": ansu, Bartleby

1. ↑  
The feminine suffix  (Proto-Norse: -unjō[3]) is known from a few other nouns denoting female animals (such as  "female monkey" and  "she-wolf"). A cognate word for "goddess" is not attested outside Old Norse. The corresponding West Germanic word would have been separately derived with the feminine suffixes -inī or -injō.[3]（p.  xxix）
2. ↑  
This pattern of divided groups is discussed by noted scholar comparative religion Eliade (1958).[8]

Supporting this position, Turville-Petre (1964)[6] notes, "In one civilization, and at one time, the specialized gods of fertility might predominate, and in another the warrior or the god-king. The highest god owes his position to those who worship him, and if they are farmers, he will be a god of fertility, or one of the Vanir".[6]（p.  162）
3. ↑  
The Icelandic version[17] has
"Ásatrú is a pagan tradition based on tolerance, honesty, magnanimity and respect for nature and all life."
(Ásatrú eða heiðinn siður byggir á umburðarlyndi, heiðarleika, drengskap og virðingu fyrir náttúrunni og öllu lífi.)[17]